# Isopterygium hygrophilum
Isopterygium hygrophilum är en bladmossart som beskrevs av Brotherus in Mildbraed 1910. Isopterygium hygrophilum ingår i släktet Isopterygium och familjen Hypnaceae. Inga underarter finns listade i Catalogue of Life.